# St. John (Indiana)
St. John ist eine Town im Lake County im US-Bundesstaat Indiana. Die Einwohnerzahl beträgt 18.796 (Stand 2019). Die Siedlung ist Teil der Metropolregion Chicago. Sie ist eine typische amerikanische Vorstadt und hat mehrere Auszeichnungen für ihre Sicherheit, Lebensqualität und Familienfreundlichkeit bekommen.

## Demografie
Nach einer Schätzung von 2019 leben in St. John 18.796 Menschen. Die Bevölkerung teilt sich im selben Jahr auf in 92,2 % Weiße, 2,2 % Afroamerikaner, 0,2 % amerikanische Ureinwohner, 1,8 % Asiaten, 0,1 % Ozeanier und 2,5 % mit zwei oder mehr Ethnizitäten. Hispanics oder Latinos aller Ethnien machten 9,7 % der Bevölkerung aus. Das mittlere Haushaltseinkommen lag bei 105.852 US-Dollar und die Armutsquote bei 3,2 %.